# William Stewart (ciclista)
William George Alexander Stewart (Dufftown, 15 de diciembre de 1883-Bishop's Stortford, 9 de agosto de 1950) fue un deportista británico que compitió en ciclismo en la modalidad de pista. Participó en dos Juegos Olímpicos de Verano en los años 1920 y 1924, obteniendo una medalla de plata en Amberes 1920 en la prueba de persecución por equipos.

## Medallero internacional
| Juegos Olímpicos | Juegos Olímpicos  | Juegos Olímpicos | Juegos Olímpicos        |
| Año              | Lugar             | Medalla          | Competición             |
| ---------------- | ----------------- | ---------------- | ----------------------- |
| 1920             | Amberes (Bélgica) | Medalla de plata | Persecución por equipos |